# Anagyrus antoninae
Anagyrus antoninae är en stekelart som beskrevs av Timberlake 1920. Anagyrus antoninae ingår i släktet Anagyrus och familjen sköldlussteklar. Inga underarter finns listade i Catalogue of Life.